# دوين هاردن
دوين هاردن (بالإنجليزية: Duane Harden)‏ هو مغني أمريكي، ولد في 5 أغسطس 1971 في فورتسبورغ في ألمانيا.

## وصلات خارجية
- دوين هاردن على موقع ميوزك برينز (الإنجليزية)
- دوين هاردن على موقع أول ميوزيك (الإنجليزية)
- دوين هاردن على موقع ديسكوغز (الإنجليزية)